# Montefiore dell’Aso
Montefiore dell’Aso ist eine italienische Gemeinde mit 1959 Einwohnern (Stand 31. Dezember 2023) in der Provinz Ascoli Piceno in den Marken. Die Gemeinde liegt etwa 26 Kilometer nordöstlich von Ascoli Piceno und grenzt unmittelbar an die Provinz Fermo. Der Aso begrenzt die Gemeinde im Norden.
Die Gemeinde ist Mitglied der Vereinigung I borghi più belli d’Italia (Die schönsten Orte Italiens).

## Persönlichkeiten
- Gentile Portino da Montefiore (um 1240–1312), Kardinal

## Einzelnachweise

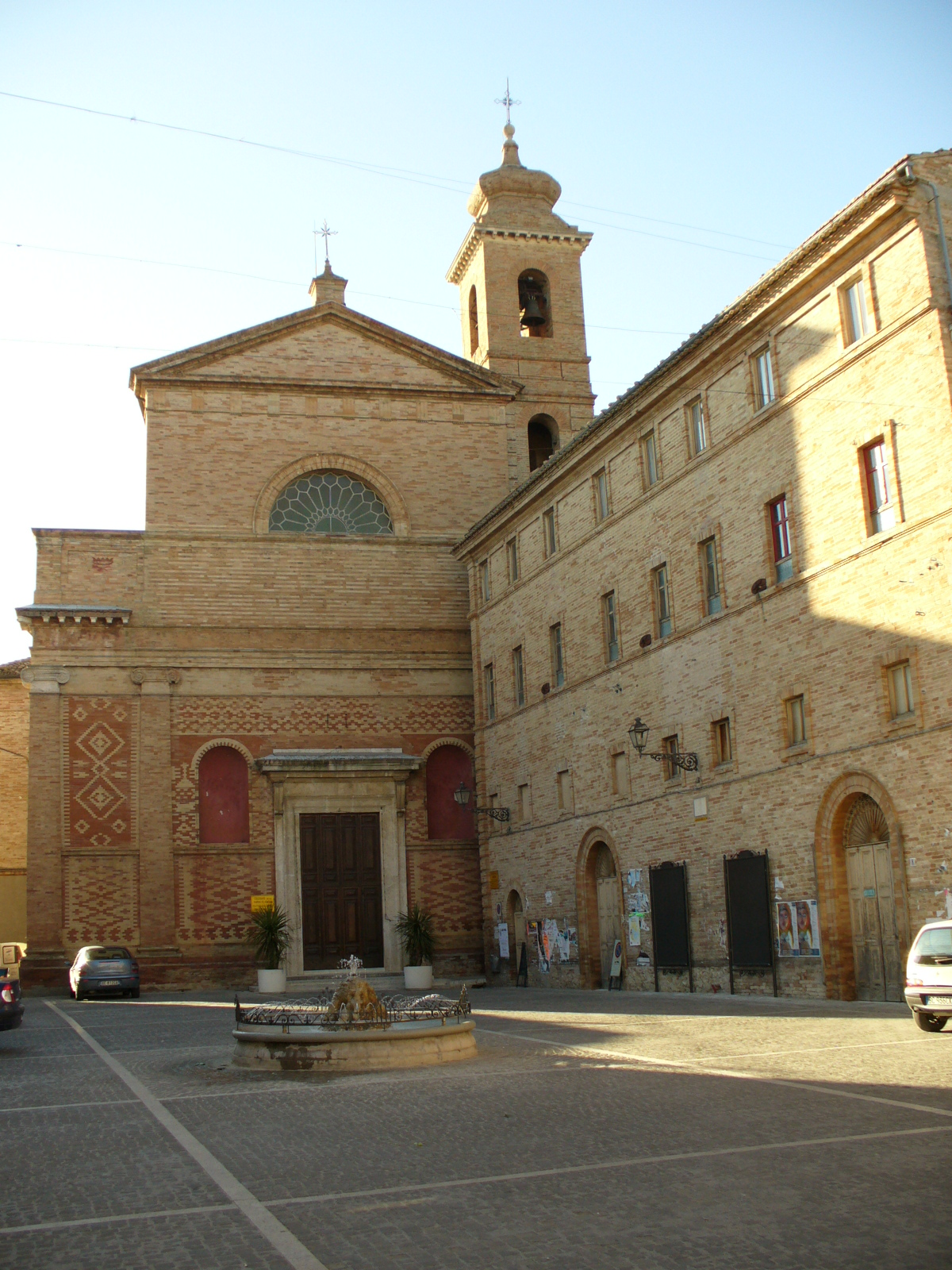
Kirche Santa Lucia in Montefiore dell'Aso